# اماسا (میشیگان)
اماسا (به انگلیسی: Amasa) یک منطقهٔ مسکونی در ایالات متحده آمریکا است که در Hematite Township واقع شده‌است. اماسا ۱۰٫۴۷ کیلومتر مربع مساحت و ۲۸۳ نفر جمعیت دارد و ۴۳۹٫۲۲ متر بالاتر از سطح دریا واقع شده‌است.